# Diopisthoporus brachypharyngeus
Diopisthoporus brachypharyngeus är en plattmaskart som beskrevs av Jürgen Dörjes 1968. Diopisthoporus brachypharyngeus ingår i släktet Diopisthoporus och familjen Diopisthoporidae. Inga underarter finns listade i Catalogue of Life.